# Łącka Woda
Łącka Woda [ˌwɔnt͡ska ˈvɔda] (dt. Lenkauer Wasser) ist ein Bach in der Wojewodschaft Oppeln in Polen.
Der schmale Strom fließt durch die zweisprachige Gemeinde Leśnica/Leschnitz im Powiat Strzelecki und die Gemeinde Zdzieszowice im Powiat Krapkowicki. Er entspringt bei Czarnocin/Scharnosin, durchquert die Ortschaften Lichynia/Lichinia und Łąki Kozielskie/Lenkau, fließt an Kuszówka/Kuschofka (zu Łąki), Raszowa/Raschowa und Rokicie/Rokitsch (zu Raszowa) vorbei und mündet bei Januszkowice in die Oder. In Lichynia wird der Bach von einer Eisenbahnbrücke der Strecke 175 Kłodnica–Kluczbork überspannt.